# Torre Alocaz
Torre Alocaz es una pedanía situada en el término municipal de Utrera (Sevilla, España). Se sitúa a ambos lados de la carretera que une Sevilla con Cádiz.

## Historia
El término «Torre Alocaz» evoca a la civilización fenicia, pero , se les suponen origen celtas, antiguamente eran conocidas como Ugia formando parte de la Vía Augusta entre Gades (Cádiz) y Orippo (Dos Hermanas)

## Etimología
El nombre árabe parece una confusión con el nombre indígena, ukya > al-uki-at -> Al-ocu-az pero encuentra el inconveniente que no se produce palatización de todos modos sigo insistiendo en la demasiada casualidad del término. El acento se encontraba en inicial absoluto Úkia y se regía por el tema -a femenino. Paleohispánico.